# 1908年美国总统选举
1908年美国总统选举是美国历史上第31次总统选举，于1908年11月3日星期二举行。在这场选举中，共和党候选人威廉·霍华德·塔夫脱击败了民主党候选人威廉·詹宁斯·布莱恩获得了胜利。